# Mine de Youla
 (mars 2025).
La mine de Youla est une mine à ciel ouvert d'or située au Burkina Faso dans la province de Boulgou.